# Повіт Осато
Пові́т О́сато (яп. 大里郡, おおさとぐん, МФА: [oːsato guɴ]) — повіт в префектурі Сайтама, Японія.